# Ba (fiume)
Il fiume Ba è un fiume dell'isola di Viti Levu, la più grande tra le isole che compongono l'arcipelago delle Figi. Sulle sue rive è stata costruita l'omonima città.